# James V. Stanton

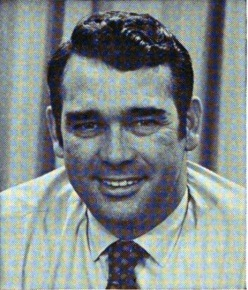
James V. Stanton (1973)

James Vincent Stanton (* 27. Februar 1932 in Cleveland, Ohio; † 2. Mai 2022) war ein US-amerikanischer Politiker der Demokratischen Partei. Vom 3. Januar 1971 bis 3. Januar 1977 war er Mitglied des Repräsentantenhauses der Vereinigten Staaten für den 20. Kongressdistrikt des Bundesstaates Ohio.

## Biografie
James Stanton wurde in Cleveland geboren. 1949 beendet er die High School mit dem Abschluss an der Holy Name High School. Anschließend diente er von 1950 bis 1954 in der US Air Force im Koreakrieg. 1958 machte er an der University of Dayton seinen Bachelor of Arts. Den Juris Doctor ließ er 1961 an der Cleveland State University folgen. Im selben Jahr wurde er als Rechtsanwalt zugelassen und praktizierte fortan.
Von 1959 bis 1970 war Stanton Mitglied im Stadtrat von Cleveland. Dem Gremium saß er von 1964 bis 1970 als Präsident vor. Bei den Kongresswahlen 1970 wurde Stanton als Vertreter des 20. Distrikts von Ohio ins US-Repräsentantenhaus gewählt. Er wurde Nachfolger von Michael A. Feighan. 1976 kandidierte er nicht mehr für das Repräsentantenhaus, sondern bei den parteiinternen Vorwahlen für einen Sitz im Bundessenat. Dort unterlag er aber Howard Metzenbaum, den er bei seiner Kandidatur erfolgreich unterstützte. Nach dem Ende seiner politischen Laufbahn war er von 1977 bis 1981 als Rechtsanwalt in Washington, D.C. tätig. 1981 wurde er Vizepräsident der Delaware North, eines Gastronomieunternehmens. Diesen Posten hatte er bis 1988 inne.
Zuletzt lebte Stanton in Potomac.